# François-Henri Désérable
François-Henri Désérable (1987, Amiens, Francia) es un escritor francés y exjugador profesional de hockey sobre hielo.

## Biografía
Estudió Lenguas y Derecho en las universidades Picardie Jules-Verne y Jean-Moulin Lyon-III. 
En 2013 publicó en la colección Blanche de Gallimard Muestra mi cabeza al pueblo, novela por la que fue distinguido con el Premio Amic de la Academia francesa, el Premio Literario de la Vocación y el Premio Jean d'Heurs de Novela Histórica.
Évariste (2015), biografía novelada de Évariste Galois, prodigio de las matemáticas y muerto en duelo a la edad de veinte años, es su segundo libro. 
Actualmente reside en París.

## Obras
- Tu montreras ma tête au peuple, 2013 — Muestra mi cabeza al pueblo, Cabaret Voltaire, Barcelona, 2016, trad. Adoración Elvira Rodríguez.

- Évariste, 2015 — Évariste, Cabaret Voltaire, 2017, trad. Adoración Elvira Rodríguez.

- Un certain M. Piekielny, 2017 — Un tal Sr. Piekielny, Cabaret Voltaire, 2021, trad. Lola Bermúdez Medina.

## Premios y reconocimientos
- Premio Amic de la Academia francesa por Muestra mi cabeza al pueblo.
- Premio Literario de la Vocación por Muestra mi cabeza al pueblo.
- Premio Jean d'Heurs de Novela Histórica por Muestra mi cabeza al pueblo.
- Premio de los Lectores del por Évariste.
- Premio Geneviève Moll de la biografía por Évariste.
- Gran Premio de la historia de París por Évariste.
- Premio joven novelista por Évariste.
- Revelación francesa del ranking 2015 de los mejores libros del año de la revista Lire.
- Gran Premio de la ville de Saint-Étienne 2017 por Un tal Sr. Piekielny.
- Gran Premio de novela de l'Académie française por Mon maître et mon vainqueu.